# روبرت هاموند
روبرت هاموند (بالإنجليزية: Robert Hammond)‏ هو صحفي وناقد سينمائي أمريكي، ولد في 29 ديسمبر 1920، وتوفي في 16 أبريل 2009.